# Прай (провінція Б'єлла)
Прай (італ. Pray, п'єм. Praj) — муніципалітет в Італії, у регіоні П'ємонт, провінція Б'єлла.
Прай розташований на відстані близько 550 км на північний захід від Рима, 80 км на північний схід від Турина, 19 км на північний схід від Б'єлли.
Населення — 2247 осіб (2014).

## Демографія
Населення за роками:

Станом на 1 січня 2023 року в муніципалітеті офіційно проживало 129 іноземців з 18 країн, серед них 22 громадяни країн Євросоюзу та 17 громадян України.

## Сусідні муніципалітети
- Каприле
- Коджола
- Кревакуоре
- Курино
- Портула
- Триверо